# Élections sénatoriales de 1894 dans le Finistère
Les élections sénatoriales dans le Finistère ont lieu le dimanche 7 janvier 1894. Elles ont pour but d'élire les sénateurs représentant le département au Sénat pour un mandat de neuf années.

## Contexte départemental
Lors des élections sénatoriales du 25 janvier 1885 dans le Finistère, quatre sénateurs ont été élus selon un mode de scrutin majoritaire.
Ces élections ont vu la victoire de la liste Monarchiste, qui a remporté tous les sièges.
Ont été élus : François Soubigou, Édouard Le Guen, Arnold de Raismes et Hippolyte Halna du Fretay.
Ils ont été confirmés après l'annulation de ce scrutin par une nouvelle élection qui c'est déroulée le 26 juillet 1885.
Durant le mandat de ces élus, le nombre de sénateurs passe de 4 à 5, à la suite de l'application de la loi sur l'organisation du Sénat de 1884.
Le Finistère récupère ainsi l'un des sièges précédemment occupé par un sénateur inamovible.

## Sénateurs sortants
Théodore Grandperret (Royal.), sénateur inamovible est mort le 6 janvier 1890. Joseph Astor (Prog.) est élu lors de la partielle du  13 avril 1890.
Hippolyte Halna du Fretay (Royal.) est mort le 28 avril 1893. Louis Delobeau (Prog.) est élu lors de la partielle du 23 juillet 1893.
| Sénateur | Sénateur          | Parti   | Fonctions lors de l'élection en 1894                                         |
| -------- | ----------------- | ------- | ---------------------------------------------------------------------------- |
|          | François Soubigou | Royal.  | Ancien député, conseiller général de Landivisiau. Propriétaire agricole.     |
|          | Édouard Le Guen   | Royal.  | Avocat                                                                       |
|          | Arnold de Raismes | Royal.  | Conseiller général d'Arzano, maire de Guilligomarc'h. Propriétaire agricole. |
|          | Louis Delobeau    | Rép.mod | Conseiller général de Brest-1, maire de Brest. Avoué                         |
|          | Joseph Astor      | Rép.mod | Vice-président du Conseil général, maire de Quimper. Officier                |

## Listes candidates
| N° | Candidats | Candidats          | Parti | Principales fonctions                                         |
| -- | --------- | ------------------ | ----- | ------------------------------------------------------------- |
| 01 |           | Joseph Astor *     | Prog. | Vice-président du Conseil général, maire de Quimper. Officier |
| 02 |           | Louis Delobeau *   | Prog. | Conseiller général de Brest-1, maire de Brest. Avoué          |
| 03 |           | Corentin Halléguen | Prog. | Conseiller général et maire de Tréflez. Avoué                 |
| 04 |           | Alexis Savary      | Prog. | Maire de Quimperlé. Ingénieur                                 |
| 05 |           | Pierre Drouillard  | Prog. | Maire de Roscoff. Ingénieur des mines                         |

| N° | Candidats | Candidats                 | Parti  | Principales fonctions                                                        |
| -- | --------- | ------------------------- | ------ | ---------------------------------------------------------------------------- |
| 01 |           | François Soubigou *       | Royal. | Ancien député, conseiller général de Landivisiau. Propriétaire agricole.     |
| 02 |           | Édouard Le Guen *         | Royal. | Avocat                                                                       |
| 03 |           | Arnold de Raismes *       | Royal. | Conseiller général d'Arzano, maire de Guilligomarc'h. Propriétaire agricole. |
| 04 |           | Anatole de Brémond d'Ars  | Royal. | Conseiller général de Pont-Aven. Ancien Sous-préfet                          |
| 05 |           | Gaston Conen de Saint-Luc | Royal. | Conseiller général de Plogastel-Saint-Germain. Propriétaire agricole.        |

## Résultats
|                | Corentin Halléguen        | Prog.          | 690   | 56,42 |  |  |  |  |
|                | Joseph Astor *            | Prog.          | 683   | 55,85 |  |  |  |  |
|                | Louis Delobeau *          | Prog.          | 670   | 54,78 |  |  |  |  |
|                | Alexis Savary             | Prog.          | 664   | 54,29 |  |  |  |  |
|                | Pierre Drouillard         | Prog.          | 649   | 53,07 |  |  |  |  |
|                |                           |                |       |       |  |  |  |  |
|                | François Soubigou *       | Royal.         | 561   | 45,87 |  |  |  |  |
|                | Anatole de Brémond d'Ars  | Royal.         | 556   | 45,46 |  |  |  |  |
|                | Gaston Conen de Saint-Luc | Royal.         | 54    | 44,48 |  |  |  |  |
|                | Édouard Le Guen *         | Royal.         | 534   | 43,66 |  |  |  |  |
|                | Arnold de Raismes *       | Royal.         | 518   | 42,36 |  |  |  |  |
|                |                           |                |       |       |  |  |  |  |
| Inscrits       | Inscrits                  | Inscrits       | 1 235 |       |  |  |  |  |
| Abstentions    | Abstentions               | Abstentions    | 7     | 0,57  |  |  |  |  |
| Votants        | Votants                   | Votants        | 1 228 | 99,43 |  |  |  |  |
| Blancs et nuls | Blancs et nuls            | Blancs et nuls | 5     | 0,41  |  |  |  |  |
| Exprimés       | Exprimés                  | Exprimés       | 1 223 | 99,59 |  |  |  |  |

### Sénateurs élus
| Sénateur | Sénateur           | Parti | Fonctions lors de l'élection en 1894                          |
| -------- | ------------------ | ----- | ------------------------------------------------------------- |
|          | Joseph Astor *     | Prog. | Vice-président du Conseil général, maire de Quimper. Officier |
|          | Louis Delobeau *   | Prog. | Conseiller général de Brest-1, maire de Brest. Avoué          |
|          | Corentin Halléguen | Prog. | Conseiller général et maire de Tréflez. Avoué                 |
|          | Alexis Savary      | Prog. | Maire de Quimperlé. Ingénieur                                 |
|          | Pierre Drouillard  | Prog. | Maire de Roscoff. Ingénieur des mines                         |